# 12602 Tammytam
12602 Tammytam è un asteroide della fascia principale. Scoperto nel 1999, presenta un'orbita caratterizzata da un semiasse maggiore pari a 2,3078682 UA e da un'eccentricità di 0,0975097, inclinata di 7,37545° rispetto all'eclittica.